# Argyle (Wisconsin)
Argyle – miasto w Stanach Zjednoczonych, w stanie Wisconsin, w hrabstwie Lafayette.